# Струмская операция
Струмская операция (болг. Струмска операция) — оккупация болгарской армией с 17 по 23 августа 1916 года части северо-восточной Греции во время Первой мировой войны. Она была названа в честь реки Струма (греч. Стримонас).
В августе 1916 года Румыния решила присоединиться к военным действиям на стороне Антанты. Союзники запланировали крупное наступление на македонском фронте на середину августа, чтобы поддержать вступление Румынии в войну и сковать как можно больше болгарских войск. Болгарское высшее командование подозревало о готовящемся наступлении, и бои у Дойрана, разгоревшиеся с 9 августа, лишь подтвердили эти подозрения. Со своей стороны, болгары с начала года призывали к наступлению в Македонии, теперь планируя удар 1-й и 2-й армий на обоих флангах союзников. Начальник генерального штаба германской армии Фалькенгайн разрешил продвинуть болгарские армии в греческую Фракию и греческую Македонию. Это должно было создать охватывающее положение по отношению восточных армий союзников, выдвинувшихся из Салоник, и затруднить предполагавшееся ими наступление.
На западном фланге Чеганская операция привела к завоеванию Флорины, но 1-й армии не удалось взять Чеган (сегодня Агиос Афанасиос). План на восточном фланге заключался в захвате железной дороги Драма-Комотини, и эта цель была поставлена перед 2-й болгарской армией и 10-й дивизией. Для операции генерал Георгий Тодоров мог рассчитывать на 58 батальонов, 116 пулеметов, 57 артиллерийских батарей и пять кавалерийских эскадронов в своей армии и еще 25 батальонов, 24 пулемета, 31 батарею и пять эскадронов в 10-й дивизии.
Наступление на Струме началось 18 августа. За шесть дней болгарские войска, наступая на фронте длиной 230 км, достигли всех своих целей и утвердились на восточном берегу Струмы и заняли города Серес, Драму и Кавалу. Греческое королевское правительство в Афинах приказало местным греческим войскам не сопротивляться болгарскому вторжению и, чтобы сохранить нейтралитет любой ценой, демобилизовало свои войска. Часть греческих гарнизонов этих пунктов, принадлежавших к 4-му корпусу, сосредоточилась в Драме, откуда они, при содействии германцев, с согласия королевского правительства, 10 сентября были отправлены в Силезию (в Гёрлиц), где были интернированы до конца войны.
В результате операции глубина наступления достигала 80-90 км, была занята территория площадью 4000 кв. км. Но самое главное, что македонский фронт сократился на 100–120 километров.